# سباق البجعة
 قالب:Infobox NASCAR team
كان Swan Racing أحد فرق سباقات السيارات التي تنافس في سلسلة سلسلة مونستر إنرجي لكأس ناسكار ‏ حتى موسم 2014. تم تأسيس الفريق باسم Inception Motorsports الذي أرسل فريقًا واحدًا رقم 30 في سلسلة الكأس في عامي 2011 و 2012 قبل أن يشتريه الرئيس التنفيذي لشركة Swan Energy براندون ديفيس في أواخر عام 2012. وكان مقر الفريق في مورسفيل بولاية نورث كارولينا في الولايات المتحدة. كان ديفيد ستريمي هو السائق الأصلي للفريق، قبل أن يتم استبداله بالمبتدئين كول ويت وباركر كليجرمان في نهاية عام 2013. وتوسع الفريق إلى فريقين في عام 2014 لصالح ويت وكيلجرمان، في محاولة والتأهل لكل حدث في ذلك الموسم حتى مشاكل الرعاية بدأ بعد السباق الثامن من الموسم. تم إغلاق الفريق في أبريل 2014 ؛ انتقل أصحاب النقاط والموظفون ومعظم أصولها إلى Xxxtreme Motorsport و BK Racing، على الرغم من بقاء Parker Kligerman تحت العقد حتى نهاية العام..

## تاريخ الفريق
تم تأسيس الفريق كبدء رياضة السيارات في أبريل 2011 في مورسفيل, شمال كارولينا الرئيس التنفيذي لمجموعة انستشن الاستثمارية تيموثي مكسويني مع ديفيد ستريم كسائق رقم 30. في العام التالي, تحولت بداية رياضة السيارات من شيفروليه إلى تويوتا.
قبل سباق خريف تالاديجا 2012، باع مكسويني الفريق إلى براندون ديفيس البالغ من العمر 33 عاما، وهو متحمس للسباقات والرئيس التنفيذي لشركة البترول المستقلة سوان إنرجي. تعهد ديفيس لتغيير سمعة الفريق باعتباره بدء وبارك دخول, وبدلا من ذلك تشغيل سباقات كاملة. استخدم الفريق محركات من ثالوث سباق تكنولوجيز, استأجرت رئيس الطاقم السابق ستيف هميل أن يكون مدير المنافسة، وتحولت أسماء لشركة سباق البجعة (سباق البجعة لفترة قصيرة). في 31 يناير 2013، السابق نفل الظهير بيل رومانوفسكي أصبح صاحب أقلية من سباق البجعة. شركته التكميلية الصحية، التغذية 53 (ارتدى رومانوفسكي الرقم 53 خلال مسيرته الكروية التي استمرت 16 عاما) كان راعيا أساسيا لعشرة سباقات وراعيا مشاركا لـ 26 سباقا المتبقية.
قبل سباق الخريف في ريتشموند في عام 2013، أعلن الفريق أنه سيطلق سراح السائق ديفيد ستريمي بعد حدث نهاية الأسبوع، وخطط لتشغيل العديد من السائقين الشباب استعدادًا لموسم 2014. صدمت هذه الخطوة ستريمي، الذي ساعد في تأسيس الفريق خارج متجر السباق الخاص به وكان جزءًا لا يتجزأ من شراء ديفيس للمنظمة في عام 2012. كما امتلك ستريمي حصة ربح في الفريق، على الرغم من أنه لم يحقق ربحًا بعد. في 3 ديسمبر 2013، أعلن الفريق أن كول ويت وباركر كليغرمان سيتنافسان على جائزة Rookie of the Year لعام 2014، حيث توسع الفريق ليشمل سيارتين بدوام كامل برقم 26 ورقم 30. في يناير 13، 2014، تم الإعلان عن أنتوني مارلو من آيوا سيتي كابيتال بارتنرز كمالك للأقلية. في 4 فبراير 2014، تم الإعلان عن شركة SMS Audio الخاصة بمغني الراب 50 Cent ستكون الراعي المشارك لـ Swan Racing.
في 17 أبريل 2014، أعلن مسؤولو الفريق أنهم سيقومون بمراجعة مستقبل الفريق بسبب نقص الرعاية، على الرغم من أن المالك المشارك أنتوني مارلو ذكر أنه ينوي تشغيل ويت لبقية الموسم. في 23 أبريل، أعلن الفريق أنه باع كلا الإدخالات، مع دخول ويت ومارلو ورقم 26 تحت بك سباق بانر. تم بيع نقاط أصحاب الفريق رقم 30 إلى إكستريم موتورسبورت، التي أرسلت سيارة رقم 30 في ريتشموند قبل التحول إلى المعتاد رقم 44. متجر سوان ريسينغ في ستيتسفيل, شمال كارولينا تم بيعها أيضا إلى إكستريم موتورسبورت.
في 10 يوليو 2018 رئيس طاقم سباق البجعة السابق ستيفن لين شكلت على نقطة رياضة السيارات في ال ناسكار غاندر في الهواء الطلق شاحنة سلسلة تشغيل رقم 30 كمرجع إلى سوان، يتنافس الفريق حاليا بدوام كامل في سلسلة الشاحنات مع السائق برينان بول

### تاريخ السيارة رقم 26
في 13 فبراير 2013، وافقت ناسكار على تغيير رقم مؤقت لـ دايتونا 500 للسماح لسباق البجعة بالمنافسة باستخدام الرقم 26, كجهد خيري تكريما لـ 26 الذين ماتوا خلال ساندي هوك اطلاق النار في نيوتاون، كونيتيكت. مرتين دايتونا 500 الفائز وزميله تويوتا مالك الفريق مايكل والتريب قاد السيارة, مع السائق العادي ديفيد ستريم تجنيد والتريب إلى «مزيد من [الفريق] العلاقة مع تويوتا.» كما تم لم شمل والتريب مع السابق ديل إيرنهاردت, المؤتمر الوطني العراقي. رئيس الطاقم توني يوري جونيور. والتريب قيادة السيارة إلى الانتهاء من المركز 22. ركض الفريق رقم 30 لبقية العام.
في 7 يناير 2014، أعلن Swan Racing أن فريقهم الثاني بدوام كامل سيكون رقم 26. تم التعاقد مع سائق فريق ريد بل وJR Motorsports السائق كول وايت لقيادة الـ 26، بعد إجراء سبعة سباقات في أواخر الموسم للفريق في عام 2013 تم إدراج المستثمر الجديد أنتوني مارلو كمالك. تمت رعاية السيارة من قبل Speed Stick GEAR في دايتونا 500 سنة 2014 ‏ والعديد من سباقات الموسم المبكر الأخرى. تأهل ويت لكل من السباقات الثمانية الأولى، وسجل أحد أفضل 20 سباقًا (في Auto Club Speedway). بعد دارلينجتون، تم بيع الفريق رقم 26 إلى أنتوني مارلو، شريك الأقلية السابق في Swan Racing، والذي قام بدوره بدمج ملكيته للفريق مع BK Racing.

### تاريخ السيارة رقم 30

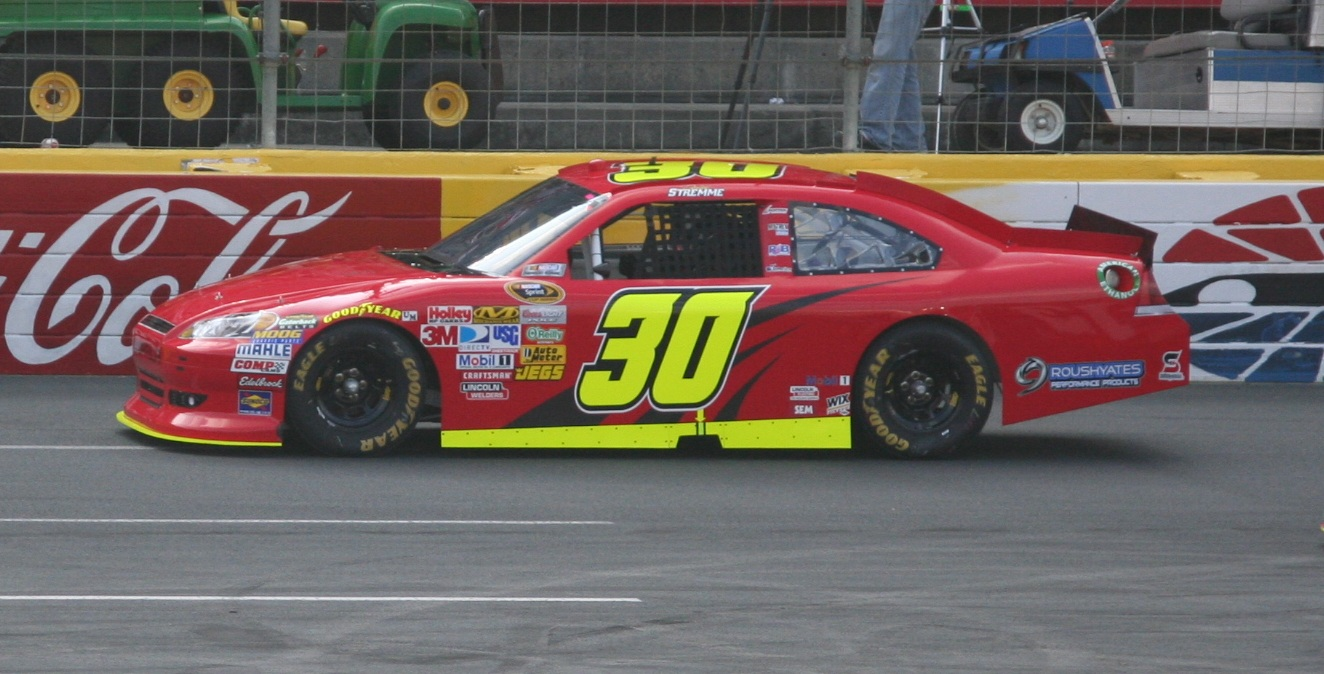
سيارة الفريق 2011 تحت التأسيس رياضة السيارات

ظهر الفريق رقم 30 لأول مرة في 2011 كراون رويال 400 في حلبة سباق ريتشموند الدولية مع ديفيد ستريم كسائق، تصفيات 16 في محاولتهم الأولى في المنافسة. ستيف لين كان رئيس الطاقم. طوال الموسم, حاول الفريق 18 سباقات, لكنه فشل في التأهل لخمسة، بما في ذلك 2011 بريكيارد 400. احتلت رياضة السيارات المركز 43 في ترتيب أصحاب فريق سلسلة كأس سبرينت 2011.
بالنسبة لموسم سلسلة كأس العدو 2012، أدار الفريق جدول السباق الكامل البالغ 36 مع قيادة ستريمي في جميع السباقات باستثناء سباقي مسار الطريق، حيث بريان سيمو و باتريك لونغ قاد على التوالي. جعلوا الميدان على سرعات المؤهلة ل 2012 دايتونا 500، أخذ المركز الثالث من بين ثلاثة مراكز انطلاق مضمونة للفرق التي ليست في أفضل 35 نقطة في نقاط المالك. حصل الفريق لاحقا على نقاط مالكي 2011 من البائد ترغ رياضة السيارات الفريق رقم 71، الذي احتل المركز 36 في ترتيب المالك وأغلق في نهاية عام 2012. تأهل الفريق لكل من السباقات الستة الأولى من الموسم, مع أفضل إنهاء في المركز 28 في لاس فيغاس موتور سبيدواي, قبل الفشل في التأهل للسباق السابع للموسم في تكساس موتور سبيدواي. بعد أن فشل في الوصول إلى القمة 35 في نقاط المالكين, بدأ الفريق في بدء وبارك بسبب عدم وجود رعاية، وقوف السيارات في نهاية المطاف في 20 من أصل 28 سباقا. أنهى الفريق ستة سباقات وكان أفضل إنجاز له في 2012 هو 24 في إنديانابوليس.

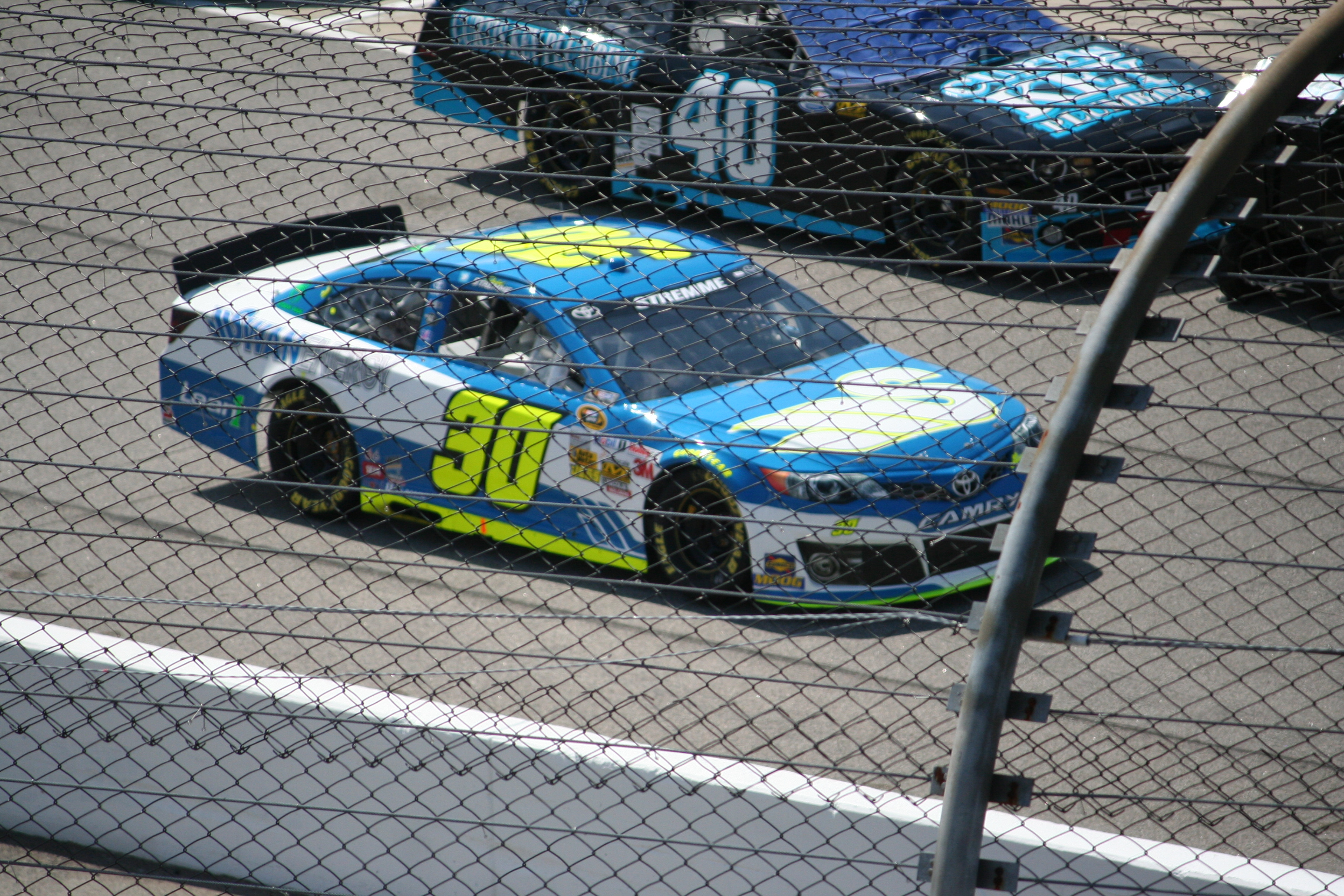
سيارة الفريق 2013 في حلبة سباق ريتشموند الدولية

التالي مايكل والتريبتشغيل في 2013 دايتونا 500، عاد ستريمي لدفع لسباق سوان ريكريستيد حديثا، مع توني يوري جونيور. تولي مهام رئيس الطاقم للفريق. سجل الفريق أربعة فقط من أفضل 20 سباقا في أول 26 سباقا. تم إطلاق سراح ستريمي بعد سباق سبتمبر في حلبة سباق ريتشموند الدولية، يتم استبداله بـ كول ويت لأربعة سباقات. انتهى ويت 39 في تشيكاجولاند سبيدواي. أربع مرات الفلفل الحار السلطانية القزم المواطنين الفائز كيفن سويندل ركض رقم 30 في نيو هامبشاير موتور سبيدواي مع الراعي المحلي جيني لايت, الانتهاء من 38 بعد وقوع حادث. أنهى ويت تشغيل سبعة سباقات للفريق, في حين باركر كليجرمان بدأت سباقين في تكساس و العزبة-ميامي، مع التشطيبات المباعة من 18 و 25 على التوالي. وعموما، كان الفريق خمسة دنف طوال الموسم وفشل في الوصول إلى نقطة منتصف الطريق من السباق مرة واحدة فقط، عندما تحطمت ويت في فينيكس في نوفمبر تشرين الثاني.
في 7 يناير 2014، باركر كليجرمان، سائق تطوير سابق ل فريق بينسك و كايل بوش رياضة السيارات، تم تأكيده كسائق رقم 30 لعام 2014. للأسف, كافح كليجرمان بقوة من خلال ثمانية سباقات, مع أفضل الانتهاء من 29 في دايتونا، حيث خرج من السباق في اللفة 193. كما فشل في الانتهاء في فينيكس (المحرك)، نادي السيارات (تحطم)، وتكساس (المبرد)، عانى من غير محطة حقن الوقود الإلكتروني مشكلة في لاس فيغاس وحطام اللفة الأولى في مارتينسفيل. تم بيع نقاط أصحاب رقم 30 في وقت لاحق إلى إكستريم موتورسبورت مع سائق جي جي ييلي بسبب صراعات سوان المالية، مع الطاقم رقم 30 التالي. ومع ذلك، استمر كليجرمان في البقاء بموجب عقد.

## روابط خارجية
- الموقع الرسمي
- Inception Motorsports owner statistics at Racing-Reference
- Swan Racing Company owner statistics at Racing-Reference

قالب:Swan Racing